# Bierges
Bierges (în  valonă Bièrdje) este o localitate care aparține orașului belgian Wavre, situat în regiunea Valonia, în provincia Brabantul Valon.
A fost o comună de sine stătătoare până la fuziunea comunelor din 1977. Își alesese drept stemă blazonul marchizilor de la Puente, castelani ai localității Limal între 1732 și 1807 și seniori ai Bierges. Pe blazonul lor figura următoarea frază: « Por passar la Puente me pusse a la muerte »; aceasta înconjura un scut de argint cu un pod cu trei arcade, zidit cu negru, așezat peste un râu (probabil Puenté) reprezentat natural, în care este scufundat un om de culoarea pielii, cu gâtul străpuns de o sabie de argint cu mâner de aur, plasată oblic, cu vârful în sus; deasupra podului trece un leu negru, înarmat și cu limba roșie. Există diferențe între blazonul familiei și cel al comunei, de exemplu poziția sabiei (în gură sau traversând gâtul), dar și în ceea ce privește formularea frazei de pe acest blazon „vorbitor”.
Bierges a oferit primele două litere ale numelui său („bi”) parcului de distracții Walibi, o parte a căruia se află pe teritoriul său. Wavre și Limal, ambele comune învecinate cu parcul, au făcut același lucru, formând astfel numele WA-LI-BI.
Sărbătoarea localității Bierges are loc în primul weekend din luna august.

## Toponimie

### Forme vechi
- 1171 : Berginis
- 1209 : Bergis

### Etimologie
Numele provine din forma romană septentrională premédioevală berginum, derivată din germanicul berga, cu sensul de „înălțime” sau „deal”. Sufixul -s reprezintă supraviețuirea formei de locativ. Numele face referire la înălțimile care domină râul Dyle, la o altitudine de 97 de metri.

## Transport
Satul este atât de întins încât are trei ieșiri de autostradă pe teritoriul său, toate aflate pe autostrada A4: ieșirea 5 „Bierges” (și 5bis, concepută special pentru a descongestiona Zoning Nord venind dinspre Bruxelles), ieșirea 6 „Wavre” și ieșirea 7 „Wavre-Sud” (deservește Louvain-la-Neuve).
În ceea ce privește transportul feroviar, Bierges are gara Bierges-Walibi de-a lungul N238, unde opresc trenurile S20 (Leuven – Wavre – Ottignies) și S61 (Jambes (Namur) – Charleroi – Ottignies – Wavre). Pentru deservirea parcului Walibi Belgium, câteva trenuri speciale circulă în weekend cu plecare din Bruxelles.
Satul avea, de asemenea, o gară vicinală traversată de linia W, care permitea în special transportul sfeclei către fabrica de zahăr. Transportul de pasageri a fost înlocuit cu autobuze în anii 1950 și 1960, iar linia și instalațiile sale anexe (podul și gara) au fost abandonate și demolate în 1966. Astăzi, această rută face parte din rețeaua RAVeL.

## Fuziunea comunelor din 1977
În 1972, Planul Costard propunea împărțirea localității între partea sa estică, care ar fi urmat să fie alipită la Wavre, estul din Rosières, Limal și Gastuche. Universitatea Liberă din Bruxelles propunea, în schimb, fuziunea Wavre-ului cu întregul Bierges, dar și cu Rosières, Dion-Valmont, Bonlez și Chaumont-Gistoux.
În 1973, Limal a votat în unanimitate fuziunea voluntară cu Bierges. Această fuziune urmărea formarea unei noi comune cu finanțe sănătoase și crearea unui centru de agrement (Walibi). Bierges s-a opus categoric, atât fuziunii cu Limal, cât și celei cu Wavre, care ar fi însemnat pierderea zonei Angoussart și asumarea situației financiare dificile a Wavre-ului.
La 22 martie 1975, Bierges a organizat o consultare populară. Au fost puse două întrebări: „Doriți ca Bierges să rămână integral Bierges, fără să fie fuzionat cu altă comună?” și „În cazul unei fuziuni obligatorii cu Wavre și Limal, doriți ca Angoussart să fie detașat și unit cu Rixensart?” Doar 780 de persoane s-au prezentat la vot (aproximativ o treime). 95,1% au votat împotriva oricărei fuziuni, iar 91% s-au opus separării de Angoussart. Ministrul de interne Joseph Michel a refuzat să recunoască acest vot, considerându-l un referendum.
Fuziunea celor trei comune avea ca scop reducerea influenței Partidului Socialist Belgian în Brabant, întrucât Wavre era o comună socialistă, spre deosebire de Bierges și Limal, care erau liberale.
Jules Collette (PLP) a fost ultimul primar al Bierges (din 1953 până în 1977). Ginerele său, Charles Aubecq (PRL), a fost primar al Wavre-ului între 1983 și 2006. Sala festivă din Bierges poartă numele de Salle Jules Collette. Fostul sediu al primăriei din Bierges a devenit École Vie.

## Demografie
- Surse: INS - 1831 până în 1970 = recensăminte, 1976 = număr de locuitori la 31 decembrie.